# Кошечкін Василь Володимирович
Василь Володимирович Кошечкін (рос. Василий Владимирович Кошечкин; 27 березня 1983, м. Тольятті, СРСР) — російський хокеїст, воротар. Виступає за «Металург» (Магнітогорськ) у Континентальній хокейній лізі. Заслужений майстер спорту Росії (2010). 
Виступав за «Олімпія» (Кірово-Чепецьк), «Нафтовик» (Альметьєвськ), «Лада» (Тольятті), «Ак Барс» (Казань), «Металург» (Магнітогорськ), «Сєвєрсталь» (Череповець).
У складі національної збірної Росії учасник чемпіонатів світу 2007, 2009, 2010, 2011 і 2013 (7 матчів). 
Досягнення
- Чемпіон світу (2009), срібний призер (2010), бронзовий призер (2007).
- Володар Кубка Гагаріна (2014)
- Володар Континентального кубка (2006)
- Учасник матчу усіх зірок КХЛ (2013)